# 推定量
統計学における推定量（すいていりょう）とは、現実に測定された標本データをもとに、確率分布の母数（パラメータ、現実には測定できない）として推定した数量（英語：Estimate）、もしくはそれをデータの関数として表す推定関数（すいていかんすう：Estimator）のことをいう。各母数に対していろいろな種類の推定量がある。これらはそれぞれ異なる基準に従って得られるものであり、必ずしもどれが特に優れているということはできない。
母数の推定には、1つの数値として与える「点推定」と、確率的に母数を含む区間を与える「区間推定」の2種類があるが、点推定量のことを特に推定量と呼ぶことが多い。
区間推定量には通常用いられる信頼区間（その区間が母数を含んでいる確率に応じて表示）や、ベイズ統計学における信用区間（母数がその区間に入る確率に応じて表示）がある。
日本工業規格では、「母集団のパラメータを推定するのに用いる統計量。」と定義している。

## 点推定に関する諸定義
母数{\displaystyle \theta }の点推定量を{\displaystyle {\widehat {\theta }}}として、
- {\displaystyle {\widehat {\theta }}-\theta } を、{\displaystyle {\widehat {\theta }}} の誤差という。
- {\displaystyle {\widehat {\theta }}} の偏り、つまり母数からのズレは {\displaystyle B({\widehat {\theta }})=\operatorname {E} ({\widehat {\theta }})-\theta } と定義される。
- すべてのθに対して{\displaystyle B({\widehat {\theta }})=0} の場合（言い換えるとすべてのθに対して {\displaystyle \operatorname {E} ({\widehat {\theta }})=\theta } の場合）に、{\displaystyle {\widehat {\theta }}} を母数 θ の不偏推定量という。

以下、var(X) はX の分散、E(X) はX の期待値を表す。
- {\displaystyle {\widehat {\theta }}} の平均二乗誤差は、{\displaystyle \operatorname {MSE} ({\widehat {\theta }})=\operatorname {E} [({\widehat {\theta }}-\theta )^{2}]} と定義される。

- {\displaystyle \operatorname {MSE} ({\widehat {\theta }})=\operatorname {var} ({\widehat {\theta }})+(B({\widehat {\theta }}))^{2}}

つまり、平均二乗誤差 = 分散 + (偏りの二乗)である。
Θ の推定量の標準偏差（分散の平方根）、つまりθ の推定量の標準偏差の推定関数を、θ の標準誤差という。
このほか、推定量の望ましい性質に関する概念には次のようなものがある。

## 最尤推定
母数をある数値とした条件下でデータが得られる条件付き確率を、逆に母数の関数と見て、そのデータにおける尤度関数という。データに対して尤度関数を最大になる母数を求める方法を最尤法という。これによって母数の値として推定されるものを最尤推定量という。

## 一致性（Consistency）
一致推定量とは、標本数が大きくなるにつれてある数値に確率的に収束する（分散が0に収束する）ような推定量をいう。
すなわち推定量 {\displaystyle t_{n}}（n は標本サイズ）が、どんなに小さい {\displaystyle \epsilon >0} に対しても
{\displaystyle \lim _{n\to \infty }{\rm {Prob}}\left\{\left|t_{n}-\theta \right|<\epsilon \right\}=1}
となる場合に、母数 {\displaystyle \theta } に対する一致推定量という。特にほとんど確実に（確率1で）収束する場合には、「強一致性」（strong consistency）という。

## 有効性（Efficiency）
推定量の質は一般に平均二乗誤差で評価される。場合によっては不偏推定量の中からさらに分散（=平均二乗誤差）が最小のものを選ぶ必要があり、これを有効推定量という。ある不偏推定量の分散が他のどんな不偏推定量よりも小さい場合もあり、有効性あるいは不偏性の一方だけを重視すべきではない。

## 頑健性（Robustness）
頑健性とは、仮定したモデルの変化による推定量の変化が少ないことをいう。

## その他
推定量が充たすべき性質には他に（当然ではあるが）、確率推定量が0と1の間になければならない、分散推定量が非負でなければならない、といったものがあるが、場合によっては不偏推定量がこれらを満たさない場合もある。